# Scaldaletto
Lo scaldaletto o scaldino è uno strumento che serve per scaldare il letto e le coperte prima di coricarsi. Consiste in un contenitore di metallo, solitamente ferro o rame, oppure terracotta, che veniva riempito di braci prese dal focolare o dal caminetto.

## Scaldaletto con coperchio
Consiste in un recipiente tondo, molto simile ad un piccolo tegame, dotato di manico e coperchio. Il coperchio, che è bucherellato o traforato anche con intagli artistici, permette al calore di diffondersi, impedendo alle lenzuola di venire a contatto con le braci. Il manico può essere rivestito in legno o, se totalmente in metallo, è molto lungo per tenere le mani lontano dal corpo dello scaldino ed evitare di scottarsi. Vi possono essere piccoli piedini per evitare che il fondo vada a contatto diretto con il lenzuolo di sotto.

## Scaldaletto con suora e prete
Lo scaldino in terracotta (detto suora o monaca o anche caldano; quelli più grandi, per il letto a due piazze, erano chiamati anche ciece) era di solito messo nel prete, attrezzo di legno, formato da due coppie di assicelle ricurve, unite agli estremi, poste lateralmente sopra e al di sotto di una gabbia cuboidale aperta, avente base quadra centrale ricoperta di lamiera (per evitare bruciature provocate da eventuali fuoriuscite di faville dal braciere che vi veniva posato). Il prete teneva sollevate le coperte e permetteva al calore di diffondersi. In tal modo si riduceva, da coltri e  materassi, l'umidità di cui erano pregne in inverno le case di campagna.
Si è usato nelle case di campagna o delle famiglie meno abbienti fino agli anni '60 / '70 del 1900. Nelle abitazioni prive di impianto di riscaldamento, con altri accorgimenti come la borsa dell'acqua calda o il mattone riscaldato nella stufa o nel caminetto, permetteva di infilarsi in un letto piacevolmente tiepido anche in stanze che d'inverno potevano essere letteralmente gelide. Oggi è stato completamente soppiantato da scaldaletto elettrici, e sopravvive come oggetto d'arredamento d'antiquariato.

## Galleria d'immagini

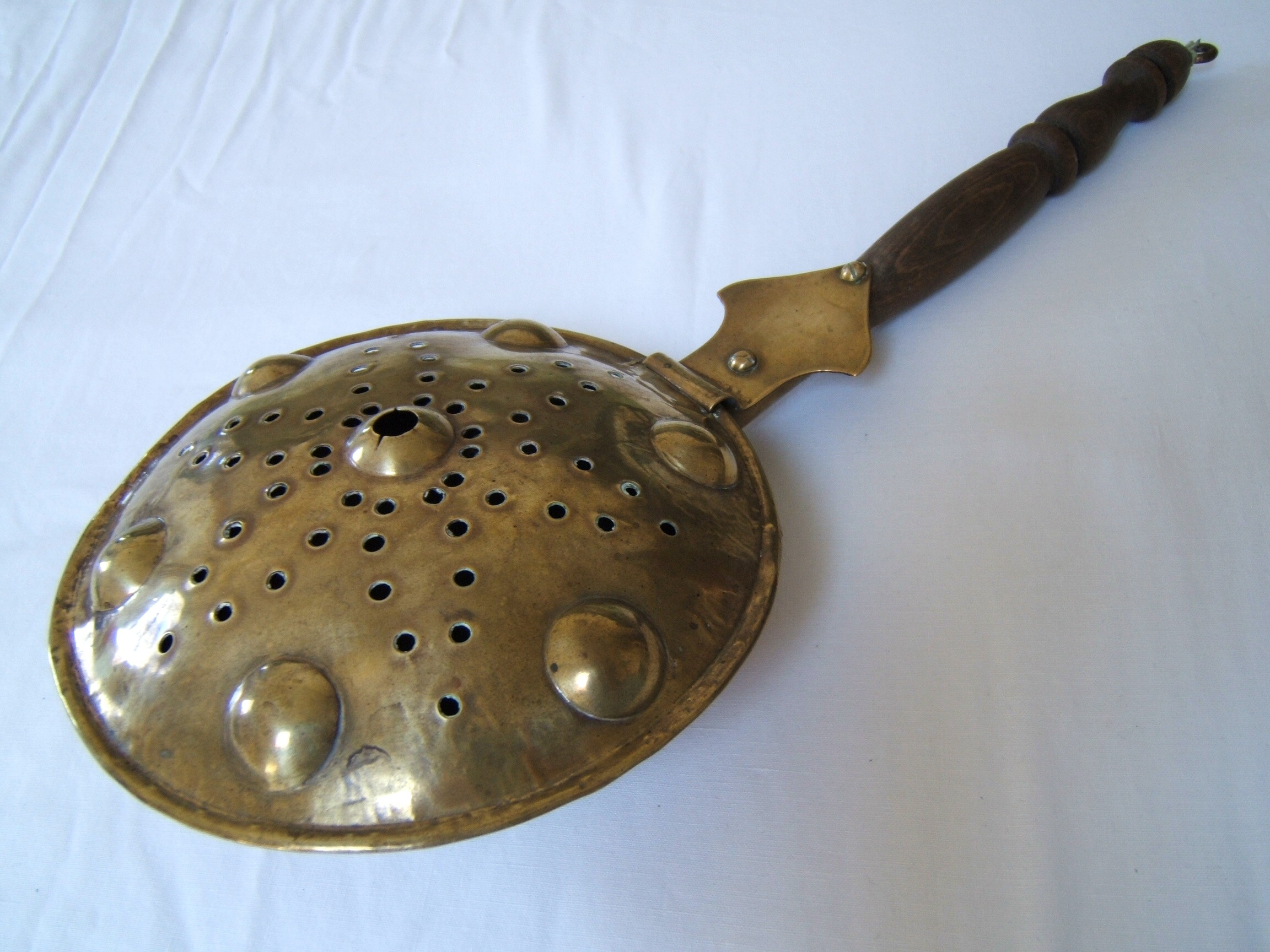
Scaldino in metallo (parte superiore)
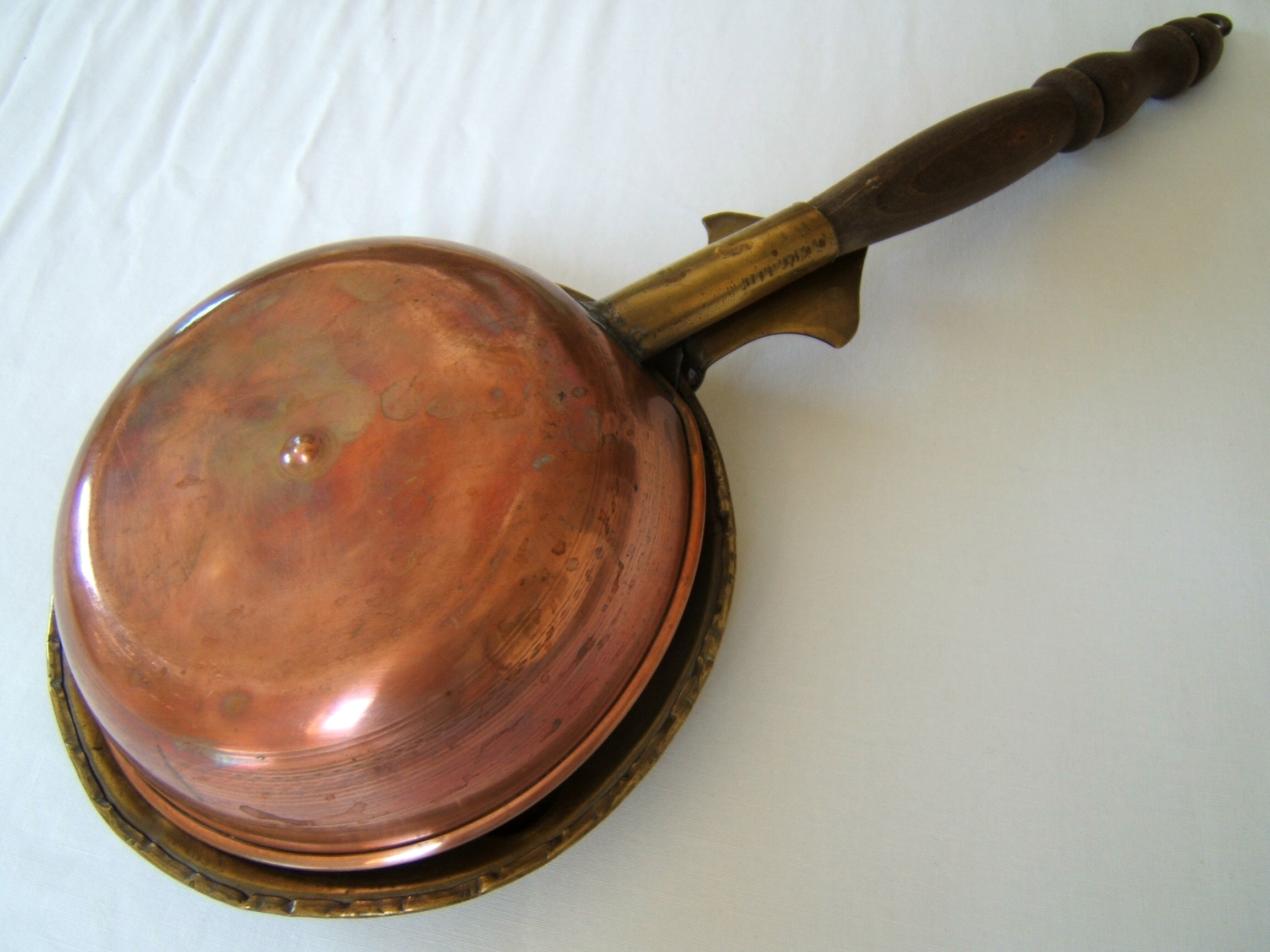
Scaldino in metallo (parte inferiore)
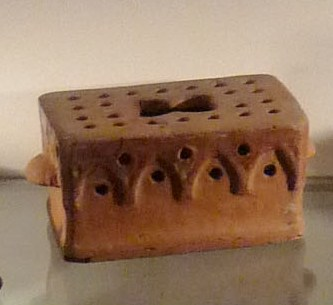
Scaldino in terracotta
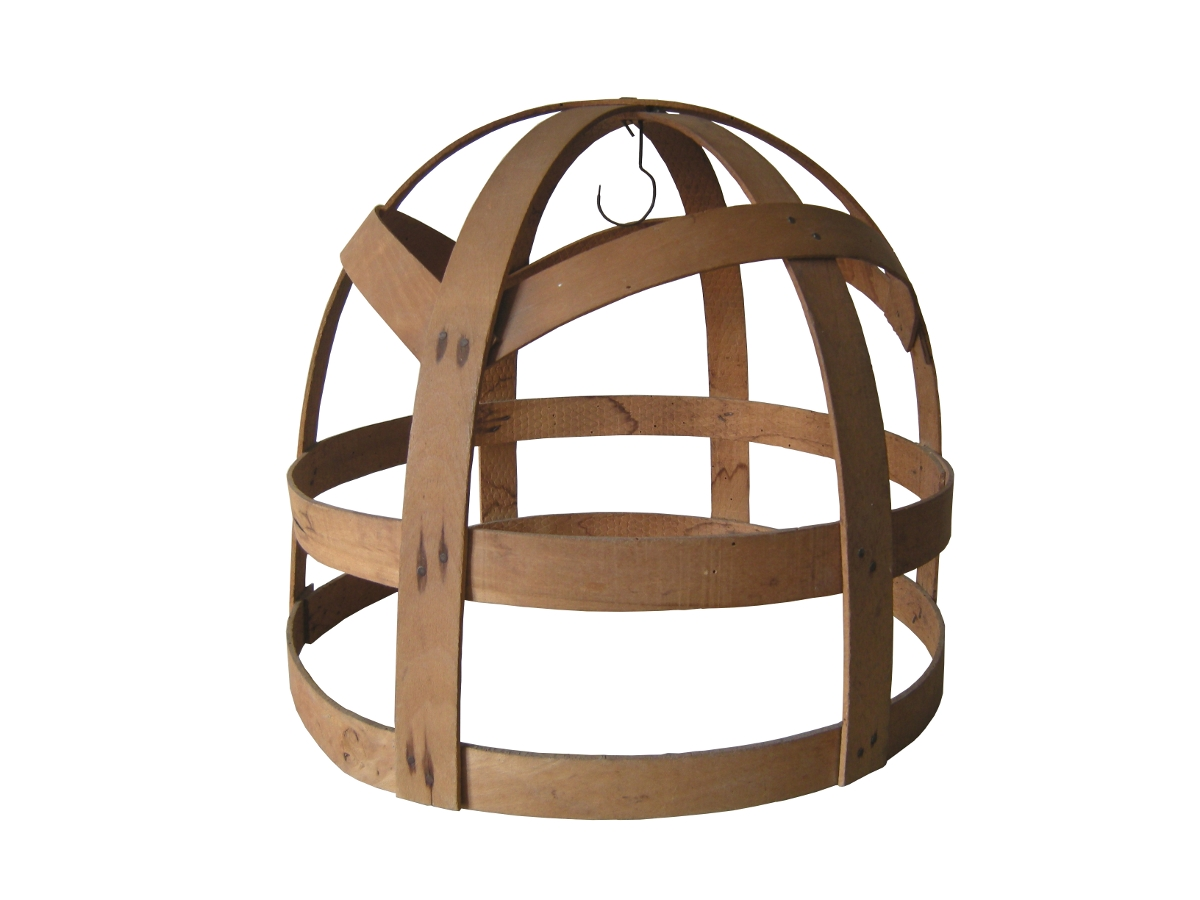
Scaldaletto in legno a iglù (per un letto a una piazza)
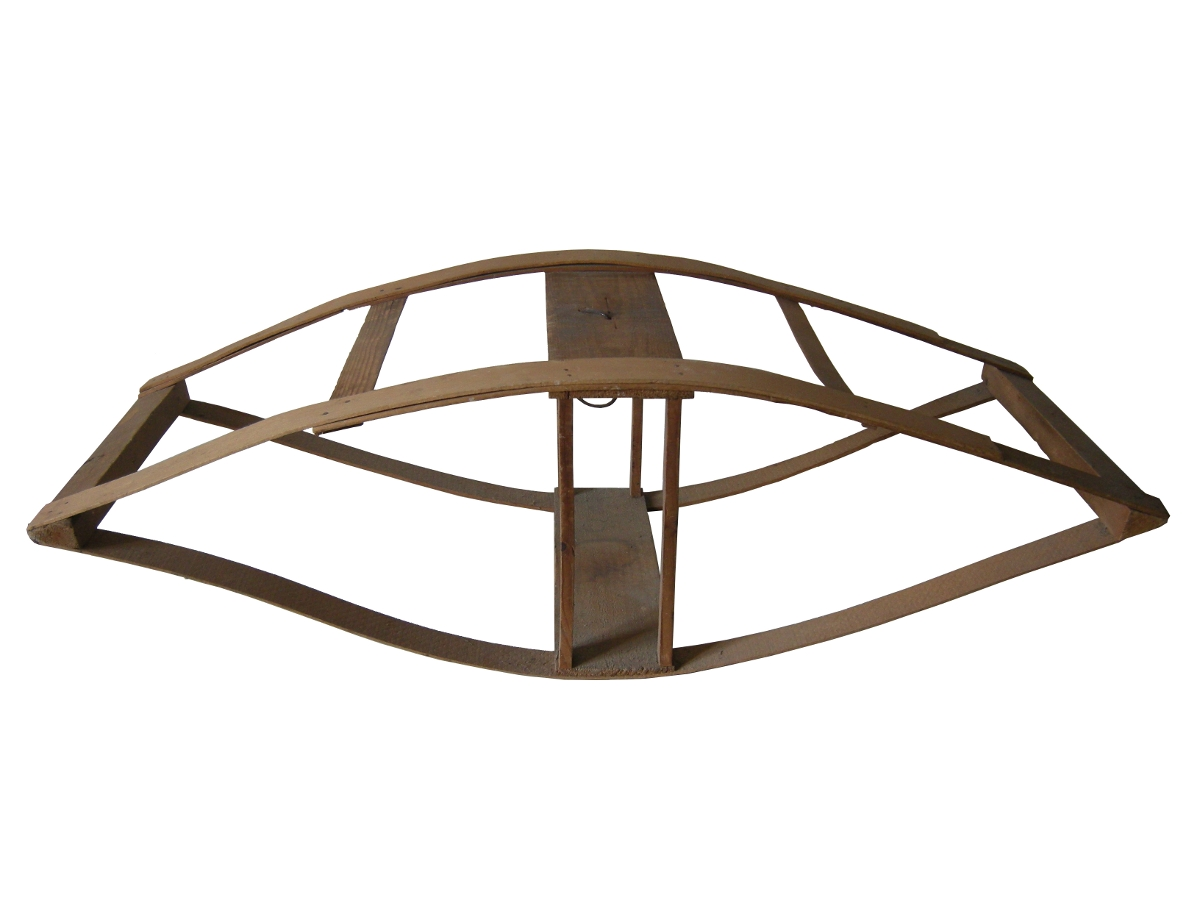
Scaldaletto detto prete (per un letto a due piazze)